# Don Larsen
Donald James Larsen (Michigan City, 7 de agosto de 1929 — Hayden, 1 de janeiro de 2020) foi um jogador profissional de beisebol que atuou como arremessador na Major League Baseball (MLB). Durante seus 15 anos de carreira, arremessou de 1953 até 1967 por sete equipes diferentes: St. Louis Browns / Baltimore Orioles (1953–54; 1965), New York Yankees (1955–59), Kansas City Athletics (1960–1961), Chicago White Sox (1961), San Francisco Giants (1962–64), Houston Colt .45's / Houston Astros (1964–65) e Chicago Cubs (1967).
Larsen conseguiu o sexto jogo perfeito da história da MLB, alcançando a façanha no Jogo 5 da World Series de 1956. Foi o único no-hitter e jogo perfeito na história da World Series e um dos dois no-hitters na história da pós-temporada. Venceu os prêmios de MVP da World Series e o Babe Ruth Award por sua atuação na pós-temporada de 1956.

## O jogo perfeito
A mais notável façanha de Larsen foi arremessar o único jogo perfeito na história da World Series; é um dos 23 jogos perfeitos na história da MLB. Larsen estava arremessando no Jogo 5 da World Series de 1956 pelo New York Yankees contra o Brooklyn Dodgers em 8 de outubro de 1956. Seu jogo perfeito permaneceu como o único no-hitter de qualquer tipo em jogos de pós-temporada até que Roy Halladay do Philadelphia Phillies conseguiu um no-hitter contra o Cincinnati Reds em 6 de outubro de 2010, no Jogo 1 da National League Division Series.
Stengel selecionou Larsen para inicir o Jogo 2 da Series. Apesar da liderança dos Yankees por 6–0, Larsen durou apenas 1.2 entrada na derrota por 13 a 8. Concedeu apenas uma rebatida, um simples de Gil Hodges, mas concedeu quatro walks, permitindo quatro corridas, mas nenhuma delas pesou em seu ERA pois foram geradas por um erro do primeira base Joe Collins.
Larsen iniciou o Jogo 5 pelo Yankees. O oponente de Larsen jogando pelo Brooklyn era Sal Maglie. Larsen precisou de apenas 97 arremessos para completar o jogo perfeito e apenas um rebatedor dos Dodgers, (Pee Wee Reese, na primeira entrada) conseguiu chegar em uma contagem de 3 bolas. Em  1998, Larsen relembrou: "Eu tinha ótimo controle. Nunca tive aquele tipo de controle na minha vida." O arremessador do Brooklyn, Maglie, concedeu apenas duas corridas em cinco rebatidas. O home run de Mickey Mantle na quarta entrada abriu o placar da partida. Os Yankees conseguiram outra corrida na sexta entrada. Após Roy Campanella ser eliminado em bola rasteira por Billy Martin, sendo a segunda eliminação na nona entrada,  Larsen encarou o rebatedor substituto Dale Mitchell, com aproveitamento ao bastão de 31,1%. Arremessando bolas rápidas, Larsen ficou à frente na contagem em 1–2. Em seu 97º arremesso, o umpire do home plate, Babe Pinelli, chamou o strike e Larsen conseguiu eliminar o 27º e último rebatedor. Após o arremesso, o catcher Yogi Berra se jogou nos braços de Larsen em celebração, em famosa foto chamada de "everlasting image". O jogo sem paralelos de Larsen o levou a ganhar o prêmio de MVP da World Series e do prêmio Babe Ruth Award.
Quando a World Series terminou, Larsen fez uma série de endossos e trabalhos promocionais ao redor dos Estados Unidos, mas parou em seguida porque estava "interrompendo sua rotina".

## Morte
Larsen morreu no dia 1 de janeiro de 2020, aos 90 anos, em decorrência do câncer esofágico.